# Chiel Meijering
Chiel Meijering (né le 15 juin 1954 à Amsterdam) est un compositeur néerlandais. Il a étudié la composition sous la direction Ton de Leeuw, la percussion avec Jan Labordus et Jan Pustjens, enfin le piano au Conservatoire d'Amsterdam.

## Biographie
Quoiqu'il ait composé plus de 1 000 pièces musicales pour ensembles de musique classique, Meijering marque une prédilection pour les titres provocants : "I Hate Mozart" (pour flûte, saxophone alto, harpe et violon); "I've Never Seen a Straight Banana" (pour saxophone alto, marimba, piano, harpe et violon); "If the Camels Don't Get You, the Fatimas Must!" (pour violon solo); ou encore "Background-Music for Non-Entertainment Use in Order to Cover Unwanted Noise" (pour quatuor de saxophones).
De juillet 2016 à mars 2018, Meijering a composé 117 concertos pour basson seul ou accompagné, pour la bassoniste Kathleen McLean, professeur à la Jacobs School of Music de l'Université de l'Indiana, premier basson du World Orchestra for Peace et ex-premier basson du Toronto Symphony Orchestra. Ce sont des compositions en un seul mouvement, où le compositeur mêle librement à un fond classique différents styles où l'on reconnaît l'influence de la musique folk, du jazz, de l'avant-garde et même du funk. Plusieurs thèmes sont repris de ses partitions pour l’opéra ou d'esquisses personnelles. De même, il a retranscrit pour basson et orchestre à cordes 55 concertos pour flûte à bec écrits pour Dan Laurin entre 2012-2015. Ces œuvres à plusieurs mouvements s'apparentent à des concertinos, bien que les derniers concertos soient de structure plus complexe, plus exigeantes rythmiquement et techniquement pour le basson aussi bien que pour l'orchestre. McLean a inspiré elle aussi le travail de Meijering en interprétant au fur et à mesure ces différents morceaux, en proposant certains thèmes ou titres, et en suggérant des variantes. 
Meijering est fréquemment inspiré par sa tradition familiale (on peut reconnaître ses racines écossaises à certaines mélodies celtiques entremêlées à ses compositions), des photos, ou l’actualité.
Plusieurs de ses compositions ont été interprétés par l'ensemble allemand Spark (notamment sur l'album (Wild Territories). Le 29 octobre 2016, la première d'une pièce de commande : whatever lies ahead pour 12 violoncelles, a été jouée à Amsterdam par des artistes de l'orchestre philharmonique de Berlin.

## Voir également
- site officiel de Chiel Meijering
- Chiel Meijering sur le label Donemus/MuziekGroup Nederland